# Lenka Háječková
Lenka Háječková, rodným jménem Lenka Felbábová (* 18. dubna 1978 Praha) je česká volejbalistka a plážová volejbalistka, hrající na pozici polařky. Od roku 2012 je také olympioničkou, když se společně s Hanou Klapalovou zúčastnila turnaje na Letních olympijských hrách 2012 v Londýně.

## Sportovní kariéra
V roce 2000 se s Marikou Těknědžjanovou stala juniorskou mistryní Evropy v kategorii do 23 let. První stabilní partnerkou byla v letech 2003–2008 Petra Novotná. V sezóně 2009 nastupovala se Soňou Novákovou (Dosoudilovou), v letech 2010–2012 hrála společně s Hanou Klapalovou, v sezóně 2014 s Karolínou Řeháčkovou a v sezóně 2015 znovu s Novákovou. Titul mistryně České republiky v plážovém volejbale získala do roku 2015 pětkrát, a to na premiérovém šampionátu konaném roku 2000 a poté v letech 2006, 2008, 2009 a 2010.
V páru s Klapalovou obsadily 4. místa na Mistrovství Evropy 2011 v Kristiansandu a také na Mistrovství světa 2011. Na evropském šampionátu 2012 skončily opět čtvrté.
Na olympijském turnaji londýnských LOH 2012 obsadily s Klapalovou třetí místo ve čtyřčlenné základní skupině A, když si připsaly jednu výhru nad mauricijským párem Rigobertová a Li Yuk Lo. Do další vyřazovací fáze turnaje nepostoupily a obsadily dělenou 17. pozici.
V šestkovém volejbale se v sezónách 2005/06 a 2007/08 stala mistryní České republiky jako členka vítězného ligového klubu PVK OLYMP Praha.

## Soukromý život
V roce 2006 se vdala a v lednu 2008 přivedla na svět dcera Lauru, v červenci 2013 pak syna Lukáše.